# Ёсэ (сёги)
Ёсэ (яп. 寄せ приближение) в сёги — это самая финальная часть партии, когда идёт прямая атака на короля, и от мата его отделяет не более 2-3 темпов. В ёсэ велика плотность таких ходов, как:
- Шах — нападение на короля противника,
- Цумэро — создание угрозы цумэ,
- Хисси — создание угрозы цумэ, от которой нет защиты,
- Цумэро ногарэ-но цумэро — создание цумэро королю противника, и одновременно защита своего короля от цумэро.

Часто партия заканчивается позицией, в которой (при своём ходе) есть цумэ — то есть, при любых ответах противника имеется матующая последовательность, в которой каждый ход атакующего — шах.
Неформальное звание «Мастер ёсэ» носит Кодзи Танигава, 17-й пожизненный мэйдзин сёги.
Ёсэ — это самая напряжённая часть партии: число возможных вариантов хода в ёсэ возрастает до 200—400, а цена темпа становится равной одной-двум фигурам и даже более, уменьшая фактор материального баланса: по этому параметру сёги резко контрастируют не только с шахматами, но и со всеми остальными традиционными логическими играми..
Для увеличения силы игры в ёсэ, полезно решать задачи цумэ-сёги и хисси.